# Lijst van voetbalinterlands Senegal - Zimbabwe
Deze lijst van voetbalinterlands is een overzicht van alle officiële voetbalwedstrijden tussen de nationale teams van Senegal en Zimbabwe. De Afrikaanse landen hebben tot op heden negen keer tegen elkaar gespeeld. De eerste ontmoeting, een kwalificatiewedstrijd voor de Afrika Cup 1986, vond plaats op 18 augustus 1985 in Harare. Het laatste duel, een groepswedstrijd tijdens de Afrika Cup 2021, werd gespeeld in Bafoussam (Kameroen) op 10 januari 2022.

## Wedstrijden
| № | Plaats         | Datum             | Competitie                   | Wedstrijd          | Uitslag |
| - | -------------- | ----------------- | ---------------------------- | ------------------ | ------- |
| 1 | Harare         | 18 augustus 1985  | Afrika Cup 1986 kwalificatie | Zimbabwe − Senegal | 1 − 0   |
| 2 | Dakar          | 1 september 1985  | Afrika Cup 1986 kwalificatie | Senegal − Zimbabwe | 3 − 0   |
| 3 | Harare         | 19 september 1993 | Vriendschappelijk            | Zimbabwe − Senegal | 2 − 0   |
| 4 | Harare         | 30 juli 1999      | Afrika Cup 2000 kwalificatie | Zimbabwe − Senegal | 2 − 1   |
| 5 | Dakar          | 8 augustus 1999   | Afrika Cup 2000 kwalificatie | Senegal − Zimbabwe | 2 − 0   |
| 6 | Port Said      | 23 januari 2006   | Afrika Cup 2006              | Zimbabwe − Senegal | 0 − 2   |
| 7 | Franceville    | 19 januari 2017   | Afrika Cup 2017              | Senegal − Zimbabwe | 2 − 0   |
| 8 | Port Elizabeth | 13 juli 2021      | COSAFA Cup 2021              | Senegal − Zimbabwe | 2 − 1   |
| 9 | Bafoussam      | 10 januari 2022   | Afrika Cup 2021              | Senegal − Zimbabwe | 1 − 0   |

## Samenvatting
| Competitie              | Totaal gespeeld | Winst Senegal | Gelijk | Winst Zimbabwe | Doelsaldo Senegal – Zimbabwe |
| ----------------------- | --------------- | ------------- | ------ | -------------- | ---------------------------- |
| Afrika Cup              | 3               | 3             | 0      | 0              | 5 − 0                        |
| Afrika Cup-kwalificatie | 4               | 2             | 0      | 2              | 6 − 3                        |
| COSAFA Cup              | 1               | 1             | 0      | 0              | 2 − 1                        |
| Vriendschappelijk       | 1               | 0             | 0      | 1              | 0 − 2                        |
| Totaal                  | 9               | 6             | 0      | 3              | 13 − 6                       |

FSF · 
A-internationals · 
Bondscoaches · Selecties · Senegalees vrouwenelftal · 
Olympisch elftal
1960 – 1969 · 
1970 – 1979 · 
1980 – 1989 · 
1990 – 1999 · 
2000 – 2009 · 
2010 – 2019 · 
2020 – 2029
WK 2002 · 
WK 2018 ·
WK 2022
OS 2012
1959 · 
1960 · 
1961 · 
1962 · 
1963 · 
1964 · 
1965 · 
1966 · 
1967 · 
1968 · 
1969 · 
1970 · 
1971 · 
1972 · 
1973 · 
1974 · 
1975 · 
1976 · 
1977 · 
1978 · 
1979 · 
1980 · 
1981 · 
1982 · 
1983 · 
1984 · 
1985 · 
1986 · 
1987 · 
1988 · 
1989 · 
1990 · 
1991 · 
1992 · 
1993 · 
1994 · 
1995 · 
1996 · 
1997 · 
1998 · 
1999 · 
2000 · 
2001 · 
2002 · 
2003 · 
2004 · 
2005 · 
2006 · 
2007 · 
2008 · 
2009 · 
2010 · 
2011 · 
2012 · 
2013 · 
2014 ·
2015 ·
2016 ·
2017 ·
2018 ·
2019 ·
2020 ·
2021 ·
2022 ·
2023
Algerije ·
Angola ·
Benin ·
Bolivia ·
Bosnië en Herzegovina ·
Botswana ·
Brazilië ·
Burkina Faso ·
Burundi ·
Centraal-Afrikaanse Republiek ·
Chili ·
China ·
Colombia · 
Congo-Brazzaville ·
Congo-Kinshasa ·
Denemarken ·
Ecuador ·
Egypte ·
Engeland ·
Equatoriaal-Guinea ·
Eritrea ·
Ethiopië ·
Frankrijk ·
Gabon ·
Gambia ·
Ghana ·
Griekenland ·
Guinee ·
Guinee-Bissau ·
Indonesië ·
Iran ·
Ivoorkust ·
Japan ·
Kaapverdië ·
Kameroen ·
Kenia ·
Kosovo ·
Kroatië · 
Lesotho ·
Liberia ·
Libië ·
Luxemburg ·
Madagaskar ·
Malawi ·
Maleisië ·
Mali ·
Marokko ·
Mauritanië ·
Mauritius ·
Mexico ·
Mozambique ·
Namibië ·
Nederland ·
Niger ·
Nigeria ·
Noorwegen ·
Oeganda ·
Oezbekistan ·
Oman ·
Polen ·
Qatar ·
Rwanda ·
Saoedi-Arabië ·
Sierra Leone ·
Soedan ·
Swaziland ·
Tanzania ·
Togo ·
Tunesië ·
Turkije ·
Uruguay ·
Verenigde Arabische Emiraten ·
Zambia ·
Zimbabwe ·
Zuid-Afrika ·
Zuid-Korea ·
Zuid-Soedan ·
Zweden
Algerije (2019, 2) ·
Colombia (2018) ·
Denemarken (2002) ·
Engeland (2022) ·
Frankrijk (2002) ·
Japan (2018) ·
Nederland (2022) ·
Polen (2018) ·
Uruguay (2002)
ZFA ·
Bondscoaches ·
Selecties · 
Topscorers · 
Zimbabwaans vrouwenelftal
1980 – 1989 · 
1990 – 1999 · 
2000 – 2009 · 
2010 – 2019 ·
2020 − 2029
1980 · 
1981 · 
1982 · 
1983 · 
1984 · 
1985 · 
1986 · 
1987 · 
1988 · 
1989 · 
1990 · 
1991 · 
1992 · 
1993 · 
1994 · 
1995 · 
1996 · 
1997 · 
1998 · 
1999 · 
2000 · 
2001 · 
2002 · 
2003 · 
2004 · 
2005 · 
2006 · 
2007 · 
2008 · 
2009 · 
2010 · 
2011 · 
2012 · 
2013 · 
2014 ·
2015 ·
2016 ·
2017 ·
2018 · 
2019 ·
2020 ·
2021 ·
2022 ·
2023
Algerije ·
Angola ·
Australië ·
Bahrein ·
Benin ·
Bosnië en Herzegovina · 
Botswana ·
Brazilië · 
Burkina Faso ·
Burundi ·
Centraal-Afrikaanse Republiek ·
China ·
Comoren ·
Congo-Brazzaville ·
Congo-Kinshasa ·
Djibouti ·
Egypte ·
Eritrea ·
Ethiopië ·
Gabon ·
Ghana ·
Guinee ·
Indonesië ·
Ivoorkust ·
Jordanië ·
Kaapverdië ·
Kameroen ·
Kenia ·
Koeweit ·
Lesotho ·
Liberia ·
Libië ·
Madagaskar ·
Malawi ·
Mali ·
Marokko ·
Mauritanië ·
Mauritius ·
Mozambique ·
Namibië ·
Nigeria ·
Oeganda ·
Oman ·
Rwanda ·
Qatar ·
Saoedi-Arabië ·
Senegal ·
Seychellen ·
Soedan ·
Somalië ·
Swaziland ·
Tanzania ·
Togo ·
Tunesië ·
Vietnam ·
Zaïre ·
Zambia ·
Zuid-Afrika · 
Zwitserland